# BeLeave
BeLeave est le nom d'un des groupes de campagne anglais créé par Darren Grimes pour soutenir le retrait du Royaume-Uni de l'Union européenne lors du référendum sur l'appartenance du Royaume-Uni à l'Union européenne de 2016. Il s'est créé dans le giron de Vote Leave, désigné parti officiel anti-européen par la Commission électorale anglaise dans le cadre de ce référendum. Puis il en est devenu statutairement indépendant.
Beleave s'est vu reprocher d'avoir fait transiter de l'argent illégalement accepté par Vote Leave, de Londres vers la société canadienne AggregateIQ, afin que celle-ci puisse plus rapidement utiliser les données de Cambridge Analytica pour modifier les tendances de vote au sein d'une partie ciblée d'électeurs-clé, dans les dernières semaines précédant la date du vote (23 juin 2016) qui a abouti au Brexit.

## Histoire

### Statuts, objectifs
Beleave a été d'abord été décrit sur la page Web officielle de Vote Leave comme un « Groupe de sensibilisation du parti Vote Leave », et ses premiers locaux étaient ceux de Vote Leave.
Puis BeLeave, avec des statuts écrits par les juristes du parti Vote Leave, a été considéré comme officiellement plus indépendant. 

### Messages
Les messages diffusé par BeLeave mobilisent des 'ressorts' très différents, et même souvent opposés à ceux des messages d'autres partis europhobes qui, eux, ciblent au même moment les électeurs de droite ou d'extrême droite, avec des contenus plutôt populistes, homophobes, racistes et/ou anti-immigrants). Grimes et son équipe donnent au contraire une image ouverte et altruistes, et c'et en critiquant une Europe trop fermée et trop inégalitaire (Grimes ne cache pas être gay, comme plusieurs autres jeunes militants leaders de son groupe) qu'il en arrive à médiatiquement conclure qu'il faut que le Royaume-Uni sorte de l'Europe.

## Contexte

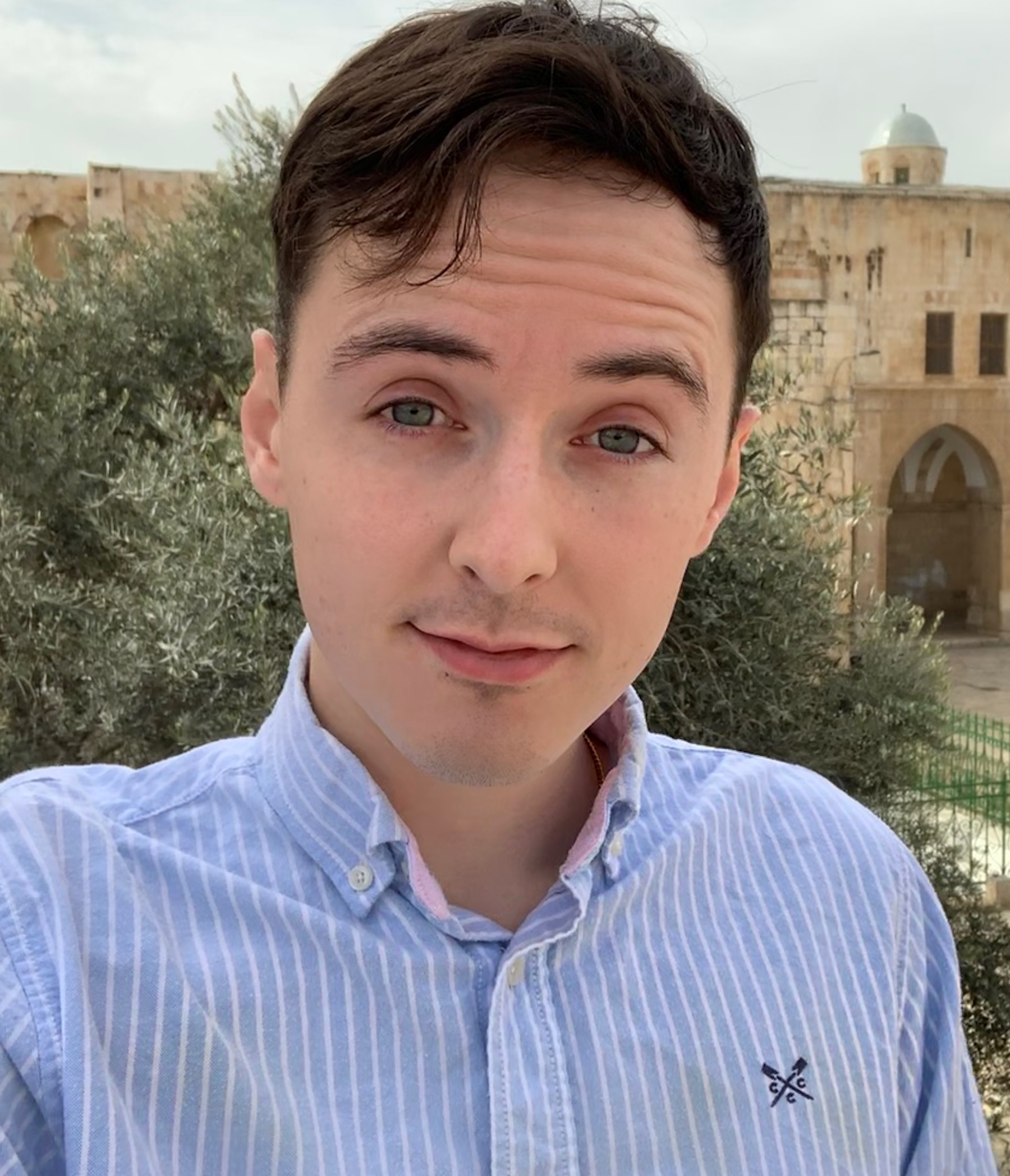
Darren Grimes, jeune leader conservateur du parti BeLeave (ici en 2019).

Le parti BeLeave a été créé en tant qu'élément d'une campagne pro-Brexit axée sur les jeunes par Darren Grimes, déjà connu comme jeune activiste parmi les libéraux démocrates anglais. Grimes, âgé de 22 ans, était alors encore étudiant (étudiant en mode), tout en travaillant à temps partiel. 
Grimes s'est d'abord signalé comme travaillant au bureau de Vote Leave. 
- Très à l'aise devant les caméras et micros, et facilement jugé représentatif des étudiants, a été invité à apparaître dans plusieurs programmes de télévision et de radio, y plaidant pour que la Grande-Bretagne quitte l'Union européenne[2],[3].
- Il est aussi rédacteur en chef-adjoint du site Web politique BrexitCentral. Ce site a été créé par le lobbyiste et stratège politique Matthew Elliott (ancien directeur général de Vote Leave)[4].

## Contribution à la manipulation de l'opinion de votants-clé lors la campagne de Vote Leave
La loi électorale anglaise interdit aux partis de dépasser un plafond de 7 millions de livres sterling pour leurs dépenses de campagne, et d'agir en collusion ; toute coordination inter-groupes lors d'une élection est strictement interdite.
Or :
- le site Web de campagne BeLeave a en réalité été mis en place par le parti Vote Leave. De même le contenu de ce site a été créé par Vote Leave.
- quand Vote Leave s'est approché du plafond légal de dépenses de campagne (alors qu'il venait de recevoir un don supplémentaire d'un million de livres), il a été question de verser une partie de cet argent à Vote Leave. Les organisateurs de la campagne ont envoyé un e-mail à Grimes faisant état d'une possible aide financière. Grimes aurait spontanément répondu, en proposant que cet argent soit envoyé au Canada pour financer AggregateIQ, la société-sœur de Cambridge Analytica à même de diffuser via les réseaux sociaux des messages ciblés encourageant de futurs électeurs (ciblés en raison de leur profil psychologique) à voter en faveur du Brexit (ou à s'abstenir). 
Selon les éléments révélés par le lanceur d'alerte Shahmir Sanni et confirmé par les enquêteurs, Vote Leave a ainsi fait transiter 675 000 £ à l'entreprise AggregateIQ (sœur canadienne de Cambridge Analytica qui peu après apparaitra au cœur du scandale mondial qui a fait vaciller Facebook et son PDG Mark Zuckerberg)[3] via le compte de BeLeave (et donc sans enrichissement personnel de Darren Grimes). BeLeave n'avait pas de revenus ou de dépenses significatifs en dehors de cela[6].
- En mai 2018, interrogé par le Comité spécial de la Chambre des communes pour le numérique, la culture, les médias et le sport, un dirigeant de Facebook a expliqué que Vote Leave et BeLeave ont agi de concert sur Facebook, en ciblant exactement les mêmes publics au même moment, et tous deux via AggregateIQ (AIQ)[7].
- La Commission électorale s'est dite « également convaincue que la création, la stratégie, le financement et les activités de BeLeave tout au long de son existence en tant qu’association non constituée en société en mai et juin 2016 ont tous été sous l’influence notable de Vote Leave ».

## Contribution indirecte à l'usage de données personnelles sensibles illégalement acquises
BeLeave, a contribué à un financement supplémentaire d'AggregateIQ et donc indirectement à l'utilisation malhonête de données personnelles (données volées, et réutilisées sans le consentement éclairé des personnes volées, ni de celles dont l'opinion sera artificiellement modifié) ; ce qui est interdit dans tous les États-membres de l'Union européenne (et le Royaume-Uni en faisait alors encore partie). Mais la Commission électorale anglaise n'ayant pas de compétence sur ce type de sujet, elle a renvoyé cette partie du dossier vers la police.

## Lanceurs d'alerte
En mars 2018, Shahmir Sanni, ancien activiste bénévole de Vote Leave puis de BeLeave où il était trésorier, a joué un rôle de lanceur d'alerte, en affirmant notamment que BeLeave a été utilisé par Vote Leave pour contourner et dépasser les limites de dépenses légales. 
Selon lui, dans les quelques mois ayant précédé la clôture de la campagne référendaire, Vote Leave a illégalement utilisé BeLeave comme canal pour un paiement supplémentaire de 675 000 £ à AggregateIQ, une entreprise canadienne qui travaillait sur des projets pro-Brexit, exigeant que BeLeave dépense l'argent de cette manière. Vote Leave aurait ainsi plus discrètement dépassé sa limite de dépenses électorales de 7 millions de livres sterling s'il avait dépensé l'argent lui-même. Il sera confirmé plus tard, en octobre 2020, qu'AggregateIQ, petite société canadienne alors presque inconnue, est en fait l'organisme qui a reçu le plus d'argent dans le cadre de la campagne : environ 3,5 millions de livres sterling, provenant de quatre groupes de campagne pro-Brexit (Vote Leave, BeLeave, Veterans for Britain et Democratic Unionist Party d'Irlande du Nord). Ces fonds ont servi à directement cibler avec précision de nombreux électeurs afin de rendre le Brexit désirable à leurs yeux. 

Christopher Wylie, l'autre principal lanceur d'alerte ayant dénoncé ce mécanisme, « sans AggregateIQ, le camp du 'Leave' n'aurait pas pu gagner le référendum, qui s'est joué à moins de 2 % des votes »,. Dominic Cummings lui même l'a clamé sur le site internet d'Aggregate IQ pour le remercier de sa participation. 

### Conclusions de la commission électorale
Le 17 juillet 2018, après enquête, la Commission électorale anglaise a publié ses conclusions sur les dépenses électorales de Vote Leave, constatant que Vote Leave et Grimes avait enfreint la loi électorale.
- Vote Leave a été condamné à verser 61 000 £ d'amende, pour s'être coordonné avec BeLeave et Darren Grimes.
- Grimes, en tant que représentant BeLeave est condamné, comme militant non enregistré, à une amende de 20 000 £ (l'amende individuelle maximale autorisée par la loi dans ce contexte), pour avoir dépassé de plus de 660 000 £ sa limite de dépenses, et pour avoir fourni un retour de dépenses inexact et incomplet[11].

## Conclusions de la Haute Cour de justice contre la Commission électorale et BeLeave
Le 14 septembre 2018, la Haute Cour de justice a n'a pas suivi la Commission électorale, à propos de Darren Grimes, mais a confirmé que le dépassement de budget de Vote Leave était illégal.

### Appels, suites
Les représentants et avocats de Vote Leave ont affirmé que BeLeave n'aurait pas été ainsi payé, sans un avis favorable préalable de la commission électorale. Vote Leave a d'abord fait appel de son amende. Puis en mars 2019 il a retiré son appel, et a payé l'intégralité de son amende,.
Darren Grimes, a aussi, de son côté, interjeté en appel de l'amende de 20 000 £ donnée pour avoir enfreint la loi électorale avant le référendum sur le Brexit, et l'amende de la commission électorale, en mars 2019 et le 19 juillet 2019 le Central London County Court annulait ses amendes, alors que dans le cas d'un autre groupe de campagne pro-Brexit (Leave.EU (créé par l’homme d’affaires Aaron Banks), également poursuivi pour dépenses mal déclarés et excessives, et pour certaines factures non fournies, l'appel ne sera pas entendu.
Le juge Marc Dight a déclaré que « même si Grimes a commis une infraction, elle n'aurait pas justifié l'amende de 20 000 £, le maximum possible en vertu de la loi actuelle ».
Il est difficile de savoir si étant donné son jeune âge et son inexpérimentation juridique et politique, Grimes a pu se tromper dans sa déclaration d'enregistrement dans la campagne en cochant une mauvaise case (il s'est enregistré à la Commission électorale comme militant individuel, ce qui de fait lui interdisait de dépenser plus de à 10 000 £ (contre 700 000 £ s'il s'était déclaré comme un parti de campagne), et être ou non ensuite manipulé par Vote Leave ; la commission électorale a déclaré : «Nous sommes déçus que la cour ait accueilli l’appel de M. Grimes. Nous allons maintenant passer en revue tous les détails de l'arrêt avant de décider des prochaines étapes, puis en août 2019, elle a décidé de ne pas faire appel de cette décision. Cette commission avait elle-même omis de réagir lors de la soumission des documents puis lors de deux enquêtes préliminaires faites en réponse à des rapports ou à des plaintes de médias. BeLeave et Grimes sont donc innocenté d'avoir commis des délits électoraux.
Grimes a en outre fait payer ses frais d'avocats par un site Web de financement participatif, où il a rassemblé plus de 90 000 £.
Puis, en mai 2020, d'après la BBC, la police métropolitaine a clos l'enquête sur Grimes (et sur Halsall) à propos des illégalités de financements de campagne.